# Cheerleader Camp
Bloody Pom-Poms (Campamento de animadoras, en inglés), es una película de terror estadounidense de 1987 del subgénero slasher dirigida por John Quinn.

## Trama
Un grupo de porristas se reúnen en el campamento Hurrah con la intención de entrenarse para las próximas competencias. Alison (Betsy Russell), una de las porristas, comienza a sufrir pesadillas relacionadas con asesinatos. Además, su novio Brent Hoover (Leif Garrett), que la acompañó al campamento, parece más interesado en las demás jóvenes que en su ella, lo que le produce celos.
Cuando las jóvenes porristas comienzan a ser asesinadas una a una, Alison teme que, sin saberlo, sea ella la responsable.

## Reparto
| Actor                | Personaje              |
| -------------------- | ---------------------- |
| Betsy Russell        | Alison Wentworth       |
| Leif Garrett         | Brent Hoover           |
| Lucinda Dickey       | Cory Foster            |
| Lorrie Griffin       | Bonnie Reed            |
| George "Buck" Flower | Pop                    |
| Travis McKenna       | Timmy Moser            |
| Teri Weigel          | Pam Bently             |
| Rebecca Ferratti     | Theresa Salazar        |
| Vickie Benson        | Señorita Tipton        |
| Jeff Prettyman       | Sheriff Poucher        |
| Krista Pflanzer      | Suzy                   |
| Craig Piligian       | Detective              |
| William Johnson      | Jefe Ronnie            |
| Kathryn Litton       | Novia de Timmy         |
| Tommy Habeeb         | Asistente de detective |
| John Quinn           | Enfermero              |

## Producción
Cheerleader Camp fue filmado en 1987 en Bakersfield, California, y Camp Nelson.

## Lanzamiento
Cheerleader Camp tuvo un estreno limitado el 1 de junio de 1988, pero el estreno no se pudo expandir debido a que la empresa que la distribuía quedó en bancarrota. Y fue lanzado en VHS por Prism Entertainment a través de Paramount Home Video en 1990. Luego estrenado en la Region 1 en DVD por Anchor Bay Entertainment en 2004.

## Secuela
Los rumores sobre una secuela de Cheerleader Camp han circulado varios años y aunque existe una ficha en Internet Movie Database bajo el título Cheerleader Camp II, la película nunca fue producida.
Una secuela fue planeada por los productores pero el proyecto fue finalmente abandonado, según los comentarios del propio director incluidos en la versión en DVD de esta película.